# Dannii Minogue
Dannii Minogue, właśc. Danielle Jane Minogue (ur. 20 października 1971 w Melbourne) – australijska piosenkarka, kompozytorka i aktorka.
W 2007 dołączyła do jury brytyjskiego programu muzycznego „X-Factor”. Zasiada również w jury programu „Australia’s Got Talent”.
Jest siostrą piosenkarki i aktorki Kylie Minogue. W 1995 rozwiodła się z aktorem Julianem McMahonem. Wspiera kampanie promujące i zapobiegające chorobom, np. do walki z AIDS.

## Filmografia
- 1976–1983: The Sullivans – Clara
- 1979–1981: Skyways
- 1988: All the Way – Penny Seymour
- 1989–1990: Zatoka serc (Home and Away) – Emma Jackson
- 1992: Secrets (I) – Didi
- 2004: The Porter – właścicielka klubu nocnego Bunny Stigler

## Dyskografia
Albumy studyjne
- 1991: Love And Kisses
- 1993: Get Into You
- 1997: Girl
- 2003: Neon Nights
- 2007: Club Disco

Inne albumy
- 1991: U.K. Remixes
- 1998: The Singles
- 1999: The Remixes
- 2006: The Hits & Beyond
- 2008: The Early Years
- 2009: The 1995 Sessions

VHS & DVD
- 1992: Love and Kisses: Video Collection
- 1994: Get into You: Video Collection
- 1999: The Videos
- 2006: The Hits & Beyond (bonus DVD)
- 2007: Dannii Minogue: The Video Collection